# Suaeda maritima
Espèce
Classification phylogénétique
Soude maritime, Suéda maritime
La soude maritime (Suaeda maritima) est une petite plante comestible de Méditerranée, Atlantique et Manche.
Elle vit uniquement sur des sols salés du littoral.
Elle est parfois consommée sous forme de condiment en salade.
Historiquement, de ses cendres était autrefois extraite de la soude utilisée artisanalement dans la fabrication du verre ou de la lessive.

## Description
La floraison a lieu de juillet à octobre.